# Hermann Grassmann
Hermann Günther Grassmann (15 tháng 4 năm 1809, Stettin – 26 tháng 9 năm 1877, Stettin) là một nhà thông thái người Đức; đương thời, ông được biết đến là một nhà ngôn ngữ học đầy tài năng, nhà nghiên cứu nhân bản học, đồng thời là chủ một tờ báo. Đến tận về sau, khi phát hiện các công trình của ông, người ta còn được biết ông là một nhà toán học, vật lý lỗi lạc.

## Tiểu sử
Grassmann là người con thứ ba trong gia đình có 12 người con của Justus Günter Grassmann, làm nghề giảng dạy toán học và vật lý tại Stettin Gymnasium, nơi Hermann được đào tạo. Ông rất thích làm việc chung với người anh Robert của ông.
Vào năm 1934, Hermann Grassmann bắt đầu công việc giảng dạy tại Gewerbeschule ở Berlin. Một năm sau, Ông trở lại Stettlin để tham gia giảng dạy các môn vật lý, toán học, tiếng Đức, tiếng Latin và tôn giáo ở ngôi trường mới,Otto Schulle.

### Sơ cấp
- 1844. Die lineare Ausdehnungslehre. Leipzig: Wiegand. English translation, 1995, by Lloyd Kannenberg, A new branch of mathematics. Chicago: Open Court. This is A1.
- 1861. Lehrbuch der Mathematik fur hohere Lehrenstalten, Band 1. Berlin: Enslin.
- 1862. Die Ausdehnungslehre, vollstandig und in strenger Form bearbeitet. Berlin: Enslin. English translation, 2000, by Lloyd Kannenberg, Extension Theory. American Mathematical Society. This is A2. Excerpt Lưu trữ ngày 19 tháng 9 năm 2008 tại Wayback Machine translated by D. Fearnley-Sander.
- 1894-1911. Gesammelte mathematische und physikalische Werke, in 3 vols. Friedrich Engel ed. Leipzig: B.G. Teubner. Reprinted 1972, New York: Johnson.

### Trung cấp
- Crowe, Michael, 1967. A History of Vector Analysis. Notre Dame University Press.
- Fearnley-Sander, Desmond, 1979, "Hermann Grassmann and the Creation of Linear Algebra, Lưu trữ ngày 23 tháng 12 năm 2007 tại Wayback Machine" American Mathematical Monthly 86: 809-17.
- --------, 1982, "Hermann Grassmann and the Prehistory of Universal Algebra, Lưu trữ ngày 23 tháng 12 năm 2007 tại Wayback Machine" Am. Math. Monthly 89: 161-66.
- -------, and Stokes, Timothy, 1996, "Area in Grassmann Geometry  Lưu trữ ngày 27 tháng 2 năm 2008 tại Wayback Machine". Automated Deduction in Geometry: 141-70
- Roger Penrose, 2004. The Road to Reality. Alfred A. Knopf.
- Schlege, Victor, 1878. Hermann Grassmann: Sein Leben und seine Werke. Leipzig: F.A. Brockhaus.
- Schubring, G., ed., 1996. Hermann Gunther Grassmann (1809-1877): visionary mathematician, scientist and neohumanist scholar. Kluwer.
- Petsche, Hans-Joachim, 2006. Graßmann. (Vita Mathematica, 13) Birkhäuser.

Extensive online bibliography, revealing substantial contemporary interest in Grassmann's life and work. References each chapter in Schubring.